# Ismed Sofyan
Ismed Sofyan (Tualang Cut, 28 agosto 1979) è un calciatore indonesiano, difensore del Bekasi City.

## Caratteristiche tecniche
È un terzino destro.

## Carriera

### Club
Comincia a giocare nelle giovanili del Diklat Ragunan. Nel 1998 passa al PSBL Langsa. Nel 1999 si trasferisce al Persiraja Banda Aceh. Nel 2002 si accasa allo Sriwijaya. Nel 2003 viene acquistato dal Persija.

### Nazionale
Ha debuttato in nazionale nel 2000. Ha partecipato alla Coppa d'Asia 2000, alla Coppa d'Asia 2004 e alla Coppa d'Asia 2007. Ha collezionato in totale, con la maglia della nazionale, 55 presenze e tre reti.

## Palmarès

### Club

#### Competizioni nazionali
- Campionato indonesiano: 1

Persija: 2018